# James Tytler

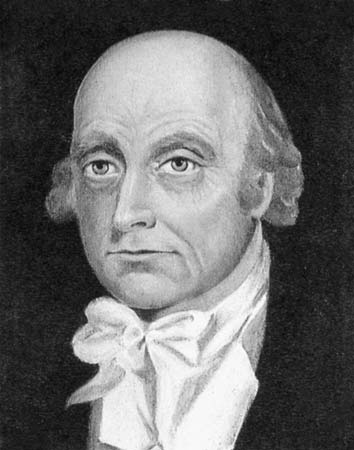
James Tytler

James Tytler (17 de diciembre de 1745, Fearn, Angus - 11 de enero de 1804, Salem, Massachusetts) fue un farmacéutico escocés y editor de la segunda edición de la  Encyclopædia Britannica. Tytler se convirtió en la primera persona en Gran Bretaña en  volar en globo aerostatico en (1784).

## Biografía
Tytler era hijo de un Pastor Presbiteriano en Forfarshire, Escocia. Su padre le enseñó griego, latín y teología. Probablemente él estudió para el Ministerio pero no estaba interesado en el Calvinismo (ortodoxo). Se convirtió en un predicador en la Iglesia de Escocia y estudió medicina en la Universidad de Edimburgo, después de que él fue aprendiz de cirujano de un barco durante un año. él se negó a practicar la medicina pero en su lugar abrió una farmacia en Leith, cerca de Edimburgo, que fue un fracaso financiero, dejándolo en deudas, los dos artículos más largos en la segunda edición de  británica  son la cirugía y la farmacia, la segunda edición de Britannica. reflejando sus campos de especialización.
La inventiva Tytler rivalizaba a los pioneros franceses de los globos de aire caliente y fue la primera persona en Gran Bretaña para ascender en un globo, casi un mes antes de su rival por el título, subida de globo de hidrógeno de Vincenzo Lunardi en Londres. Su empresa era cara, pero tuvo éxito después de varios intentos el 25 de agosto de 1784, en Edimburgo. Su globo se levantó unos metros del suelo. Dos días después se las arregló para alcanzar una altura de unos 350 pies.